# The Sign (glazbeni sastav)
The Sign je hrvatska glazbena skupina iz Splita. Sviraju akustične verzije poznatih jazz, rock, funk i blues hitova. Nastupili su na 12. Splitskom Blues Weekendu.
Članovi su:
- Goran Borovčić Kurir, gitarist (Šetači)
- Andy Petko, bubnjar i udaraljkaš  (nekadašnji član Black Coffeeja i SplitMindersa)
- Ivo Kičinović, basist

## Vanjske poveznice
- Službene stranice  Arhivirana inačica izvorne stranice od 9. lipnja 2009. (Wayback Machine)